# 常陸山虎吉
常陸山 虎吉（ひたちやま とらきち、1850年2月25日（嘉永3年1月14日） - 1915年（大正4年）11月1日）は、現在の茨城県水戸市出身で入間川部屋に所属した大相撲力士。最高位は前頭筆頭。本名は五十嵐 虎吉（後出羽ノ海姓）。4代出羽ノ海。横綱常陸山谷右エ門の師匠。

## 来歴
1873年（明治6年）4月入間川部屋から初土俵を踏む。徐々に番付を上げ、1878年（明治11年）5月二段目10枚目以内（現在の十両相当）昇進。1882年（明治15年）に入幕した。幕内上位から中堅で活躍し、1886年（明治19年）5月大関剣山と預かり、1891年（明治24年）1月、1892年（明治25年）1月剣山、1894年（明治27年）1月関脇朝汐を破っている。1890年（明治23年）1月から四股名を「出羽ノ海」と改めた。大酒飲みで知られ、安い濁酒ばかり飲んでいたため「ドブ虎」とあだ名された。取組中、酒と引き換えに勝ちを譲ることもあったという。最高位は前頭筆頭（1889年1月）で終わり、三役には手が届かなかった。1896年（明治29年）5月限りで引退、出羽ノ海部屋を興した。部屋から横綱常陸山ほか多くの弟子を輩出し、隆盛を極めた。1915年（大正4年）5月に常陸山が引退すると部屋を譲り、隠居し、その年の11月に死去した。

## 成績
- 番付在位場所数：47場所
- 幕内在位：29場所
- 幕内成績：80勝118敗56休25分11預

### 場所別成績
| 1873年 （明治6年） | 東序ノ口26枚目 – | 東序二段30枚目 – |
| 1874年 （明治7年） | 東序二段10枚目 – | 東序二段3枚目 –  |
| 各欄の数字は、「勝ち-負け-休場」を示す。 優勝 引退 休場 十両 幕下 三賞：敢=敢闘賞、殊=殊勲賞、技=技能賞 その他：★=金星 番付階級：幕内 - 十両 - 幕下 - 三段目 - 序二段 - 序ノ口 幕内序列：横綱 - 大関 - 関脇 - 小結 - 前頭（「#数字」は各位内の序列） |                  |                  |

| 1875年 （明治8年） | x                               | 東三段目26枚目 –                |
| 1876年 （明治9年） | 西三段目10枚目 –                | 西三段目筆頭 –                  |
| 1877年 （明治10年） | 西幕下23枚目 1–0 （対十両相当） | 西幕下15枚目 1–1 （対十両相当） |
| 1878年 （明治11年） | 西幕下11枚目 4–0 （対十両相当） | 西幕下10枚目 5–3 1預            |
| 1879年 （明治12年） | 東幕下10枚目 8–0 1分1預         | 東幕下8枚目 1–4 3分2預          |
| 1880年 （明治13年） | 東幕下9枚目 4–1 3分             | 東幕下筆頭 3–6                  |
| 1881年 （明治14年） | 東幕下筆頭 3–6                  | 東幕下2枚目 4–2 3分             |
| 1882年 （明治15年） | 西幕下筆頭 6–3                  | 東前頭7枚目 3–2–3 2分           |
| 1883年 （明治16年） | 西前頭6枚目 1–7–1 1分           | 西前頭6枚目 5–2–2 1分           |
| 1884年 （明治17年） | 西前頭5枚目 2–5–3               | 東前頭7枚目 4–2–1 3預           |
| 1885年 （明治18年） | 西前頭2枚目 2–4–2 1分1預        | 西前頭4枚目 3–4–1 1分1預        |
| 1886年 （明治19年） | 西前頭2枚目 4–3–1 2分           | 西前頭2枚目 4–3–1 1分1預        |
| 1887年 （明治20年） | 西前頭2枚目 3–5–2               | 西前頭5枚目 5–3–2               |
| 1888年 （明治21年） | 西前頭2枚目 0–0–10              | 西前頭5枚目 5–2–1 1分1預        |
| 1889年 （明治22年） | 東前頭筆頭 2–7–1                | 西前頭3枚目 2–5–3               |
| 1890年 （明治23年） | 西前頭7枚目 4–3–1 1分1預        | 東前頭2枚目 1–6–1 1分1預        |
| 1891年 （明治24年） | 東前頭5枚目 2–4–1 3分           | 東前頭7枚目 4–4–1 1分           |
| 1892年 （明治25年） | 東前頭8枚目 6–3–1               | 東前頭4枚目 3–4–1 1分1預        |
| 1893年 （明治26年） | 東前頭6枚目 4–4–1 1分           | 西前頭4枚目 1–7–1 1分           |
| 1894年 （明治27年） | 西前頭9枚目 4–3–1 2分           | 西前頭9枚目 2–4–1 2分1預        |
| 1895年 （明治28年） | 西前頭10枚目 1–6–1 2分          | 東前頭8枚目 3–5–2               |
| 1896年 （明治29年） | 東前頭8枚目 0–7–3               | 東張出前頭13枚目 引退 0–4–6     |
| 各欄の数字は、「勝ち-負け-休場」を示す。 優勝 引退 休場 十両 幕下 三賞：敢=敢闘賞、殊=殊勲賞、技=技能賞 その他：★=金星 番付階級：幕内 - 十両 - 幕下 - 三段目 - 序二段 - 序ノ口 幕内序列：横綱 - 大関 - 関脇 - 小結 - 前頭（「#数字」は各位内の序列） |                                 |                                 |

- 幕下に在位していた当時は、番付表の上から二段目は十両と幕下に分けられておらず、十両の地位は存在せず幕内のすぐ下が幕下であった。この当時の幕下は、十両創設後現代までの十両・幕下と区別して二段目とも呼ぶ。
- 二段目11枚目以下の地位は小島貞二コレクションの番付実物画像による。またその地位の星取や勝敗数等の記録は相撲レファレンス等のデータベースに登録がなく、現存していない可能性もあるため、その地位の結果は暫定的に二段目10枚目以上との対戦分のみ示す。

## 改名歴
- 常陸山　虎吉 - 1873年4月場所 - 1889年5月場所
- 出羽ノ海　運右エ門 - 1890年1月場所 - 1896年5月場所